# We Are Starting Over
『We Are Starting Over』（ウィー・アー・スターティング・オーバー）は、TM NETWORKの34枚目のシングル。

## 背景
前作「IGNITION, SEQUENCE, START」及び、前々作「MESSaGE」同様、インターネット限定販売となっており一般のレコード店では取り扱っていない。

## 制作
TM NETWORKのシングル表題曲として、木根尚登が初めて単独で作曲した楽曲である。
当初は木根のソロ作品として制作したものであり、観月ありさ主演のテレビドラマ「ボーイハント」の主題歌の候補に上がっていて、最後の2曲まで残っていたが「アップテンポの方がいい」というスポンサーの意向で採用されなかった。
1999年に木根がTM向けに一部手直しし、自身のソロコンサートでも歌っており、パンフレットにピアノソロ・バージョンのCDが付属していた。
小室みつ子には「ゆくゆくは3人で歌うだろうから、3人が再スタートするような歌詞にしてよ」と頼んだ。
作詞した小室みつ子は、歌詞に出てくる女性は「Girlfriend」や「Time Passed Me By」に出てくる女性が成長した姿をイメージした。

## 収録曲
| 全作詞: 小室みつ子、全作曲: 木根尚登、全編曲: 小室哲哉。 |                                        |            |            |      |
| #                                                        | タイトル                               | 作詞       | 作曲・編曲 | 時間 |
| 1.                                                       | 「We Are Starting Over」(Straight Run) | 小室みつ子 | 木根尚登   | 3:59 |
| 2.                                                       | 「We Are Starting Over」(TV-mix)       | 小室みつ子 | 木根尚登   | 3:59 |
| 3.                                                       | 「We Are Starting Over」(Instrumental) | 小室みつ子 | 木根尚登   | 3:56 |
| 合計時間:                                                | 合計時間:                              | 11:54      |            |      |

## クレジット
- Produced : 小室哲哉
- Mixed : 若公俊広
- Guitars : 葛城哲哉
- Art direction, Design : かまだつよし
- Photography : もりまさみ

## 収録アルバム
- Major Turn-Round (ALBUM VERSION)
- キヲクトキロク (Naoto Kine Piano Instrumental Version)
- Gift from Fanks T (Straight Run)
- “FANKS intelligence Days” at PIA ARENA MM　(ライブバージョン)